# Gran Corredor
El Gran Corredor (en xinès:: 长 廊 ; pinyin: Cháng Láng) és un llarg passadís cobert al Palau d'Estiu de Pequín, República Popular de la Xina, de 728 metres de longitud, amb una rica decoració de més de 14.000 pintures, declarat Patrimoni de la Humanitat per la UNESCO.

## Història
El Gran Corredor va ser construït per primera vegada el 1750, quan l'emperador Qianlong va encarregar el treball de convertir la zona en un jardí imperial. El passadís va ser construït de manera que la mare de l'emperador pogués gaudir d'un passeig pels jardins protegida dels elements. Igual que la major part del Palau d'Estiu, el Gran Corredor va ser danyat pel foc per les forces aliades anglo-franceses l'any 1860 durant la Segona Guerra de l'Opi. Va ser reconstruït el 1886. Es va incloure a la llista del Patrimoni de la Humanitat de la UNESCO al desembre de 1998, formant part del Palau d'Estiu.

## Organització

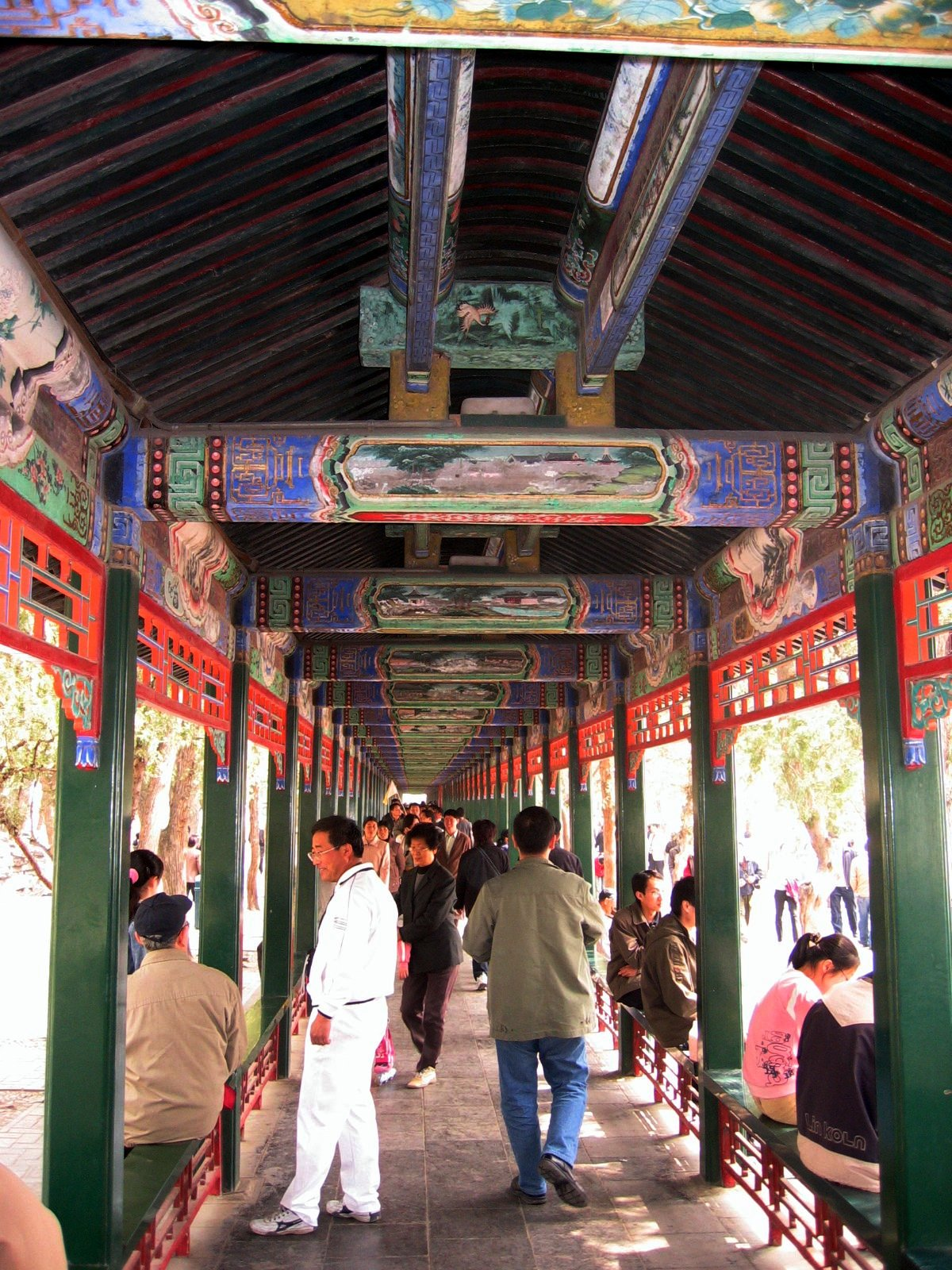
Visitants en el Gran Corredor.

El Gran Corredor transcorre des de la Porta de la salutació a la Lluna (Yao Yue Men) a l'est cap a l'oest al llarg de la riba nord del llac Kunming. Al llarg de tota la seva longitud, està a la zona entre la riba del llac i els peus del Pujol de la Longevitat. El Vaixell de Marbre, un curiós pavelló sobre el llac, es troba prop de l'extrem occidental del corredor. La secció central del Gran Corredor passa per una corba cap al sud al voltant del complex central al costat del llac del Pujol de la Longevitat. El saló principal d'aquest complex és el «Saló de la Dissipació del Núvol» (Pai Yun Dian), on l'emperadriu vídua Cixi utilitzava per celebrar el seu aniversari. El passadís llarg travessa la «Porta de la Dissipació del Núvol» (Pai Yun Men) que marca el centre del passadís. La Porta és de rellevància per si mateixa i aquesta coberta de pintures.
La longitud total d'aquest llarg corredor és de 728 metres, amb bigues sota el sostre que ho divideixen en 273 seccions. Al llarg del seu curs, hi ha quatre pavellons octogonales amb ràfecs dobles, dos a cada costat de la Porta de la Dissipació del Núvol. Els pavellons simbolitzen les quatre estacions (primavera, estiu, tardor, hivern) i es diuen (d'est a oest): Liu Jia (xinès: 留 佳 ; pinyin: Liú Jia, "retenint el bé"), Ji Lan (xinès: 寄 澜 ; pinyin: Jì Lán, "viure amb les ones"), Qiu Shui (xinès: 秋 水 ; pinyin: Qiu Shuǐ, "aigua de tardor") i Qing Yao (xinès: 清 遥 ; pinyin: de Qīng Yao, "clar i llunyà"). D'aquesta manera, quan es recorre tot el passadís, es pot considerar que s'ha recorregut figurativament tot un any.
A mig camí entre els dos pavellons a banda i banda de la Porta de la Dissipació del Núvol, es poden arribar a pavellons en la riba del llac a través de curta extensió cap al sud del Gran Corredor: el Pavelló del Vaixell mirant a la Gavina (Ou Dui fang) a l'est i el Pavelló del Peix i de les Algues (Zhao Yu Xuan) a l'oest. A l'oest hi ha també una extensió cap al nord enfront del Pavelló del Peix i de les Algues, que condueix a una torre mirador octogonal de tres pisos.

## Obres artístiques
El passadís llarg està ricament decorat amb pintures en les bigues i el sostre. En total hi ha més de 14.000 pintures, que representen episodis de la literatura clàssica xinesa, contes populars, personatges tant històrics com a llegendaris i famosos edificis i paisatges, així com flors, ocells, peixos i insectes xinesos.
En cadascun dels quatre pavellons, hi ha dos quadres principals a les dues portes als costats est i oest. Els temes d'aquests quadres es descriuen a continuació (d'est a oest):

### Història de la terra de la flor de préssec

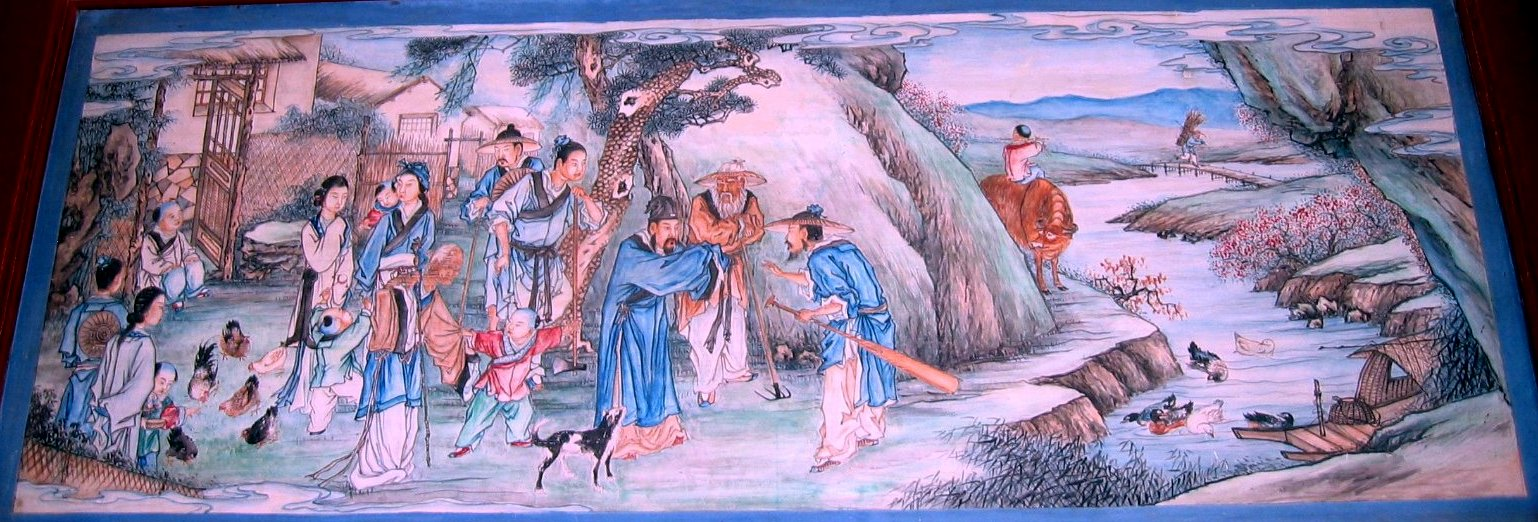
Història de la Terra de la flor de préssec

La "història de la terra de la flor de préssec" (xinès: 桃花源记; pinyin: Taohuayuan Ji) succeeix durant el regnat de l'emperador Wu de la dinastia Jin de l'Est. Explica la història d'un pescador que descobreix una vall amagada (Shi Tao Yuan Wai) situada a l'altre costat d'una cova estreta. Els habitants de la vall eren els descendents de refugiats de guerra de l'època de la Dinastia Qin. Havien viscut en aquesta utopia despreocupados pel curs posterior de la història en pau i harmonia. El pescador va tornar a la seva casa per explicar la història, però la idíl·lica vall mai s'ha pogut trobar una altra vegada.

### Lluita de Sun Wukong amb Nezha
Aquesta pintura representa un episodi de la novel·la clàssica xinesa "Viatge a l'Oest". En l'episodi, el Rei Mico Sun Wukong lluita contra el déu nen Nezha, enviat per l'Emperador de Jade a capturar a Sun Wukong. A la lluita, tant Nezha com Sun Wukong es transformen en déus amb tres caps i sis braços. A la pintura Nezha es representa en una roda de foc, que s'associa comunament amb ell com la seva manera de transport.

### Principals personatges de Viatge a l'Oest
Aquesta pintura mostra als quatre herois d'aquesta novel·la, d'esquerra a dreta: Sun Wukong, Xuanzang, Zhu Wuneng, and Sha Wujing.

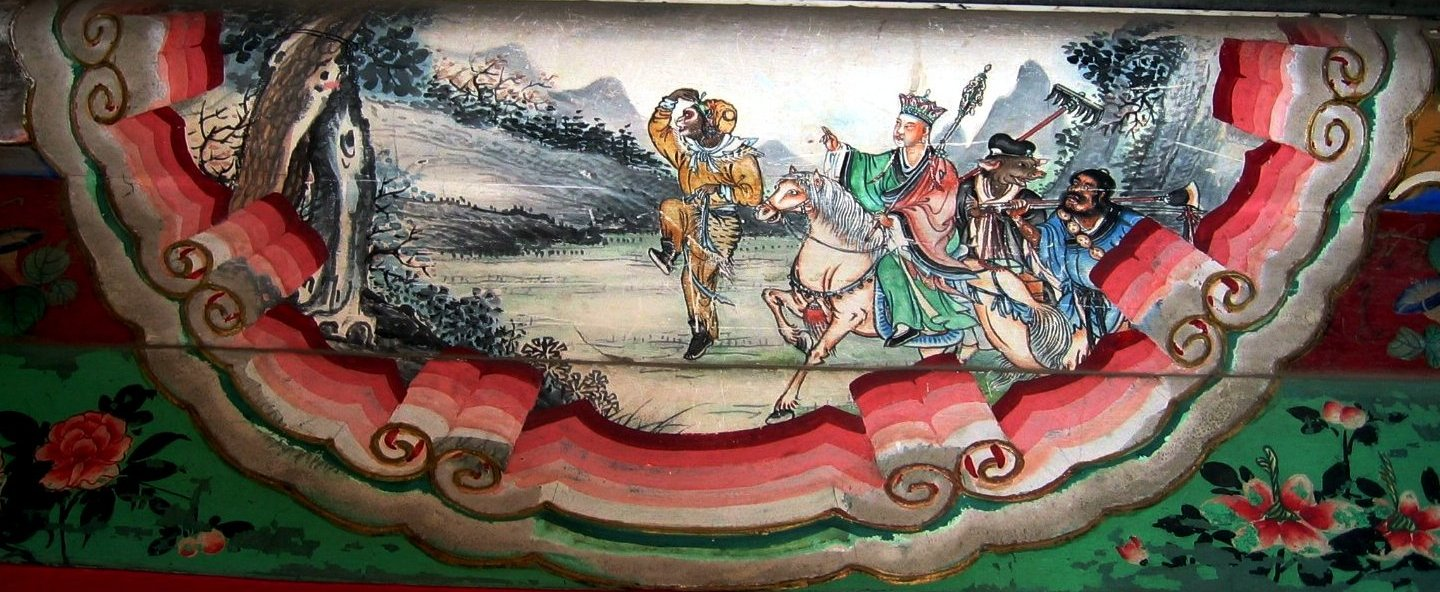
Els quatre personatges de Viatge a l'Oest

Pintura a una de les llindes o bigues.

### Lluita de Zhang Fei amb Dt. Chao

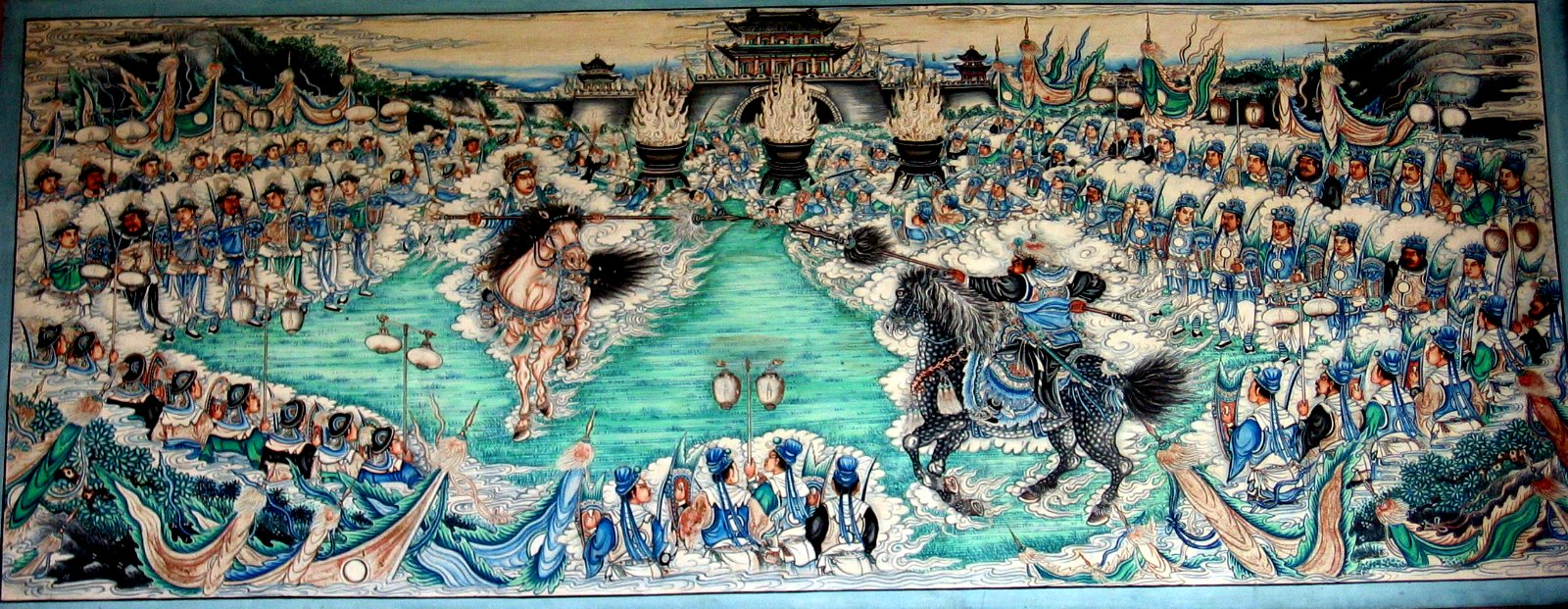
Lluita de Zhang Fei amb Ma Chao

El tema d'aquesta pintura és una feroç batalla entre dos dels futurs Cinc Tigres Generals del regne de Shu, Zhang Fei i Ma Chao a la batalla del Pas Jiameng. La història està presa de la novel·la històrica del segle xiv Romanç dels Tres Regnes, una de les quatre novel·les clàssiques de la literatura xinesa.

### Batalla del Comtat Zhuxian

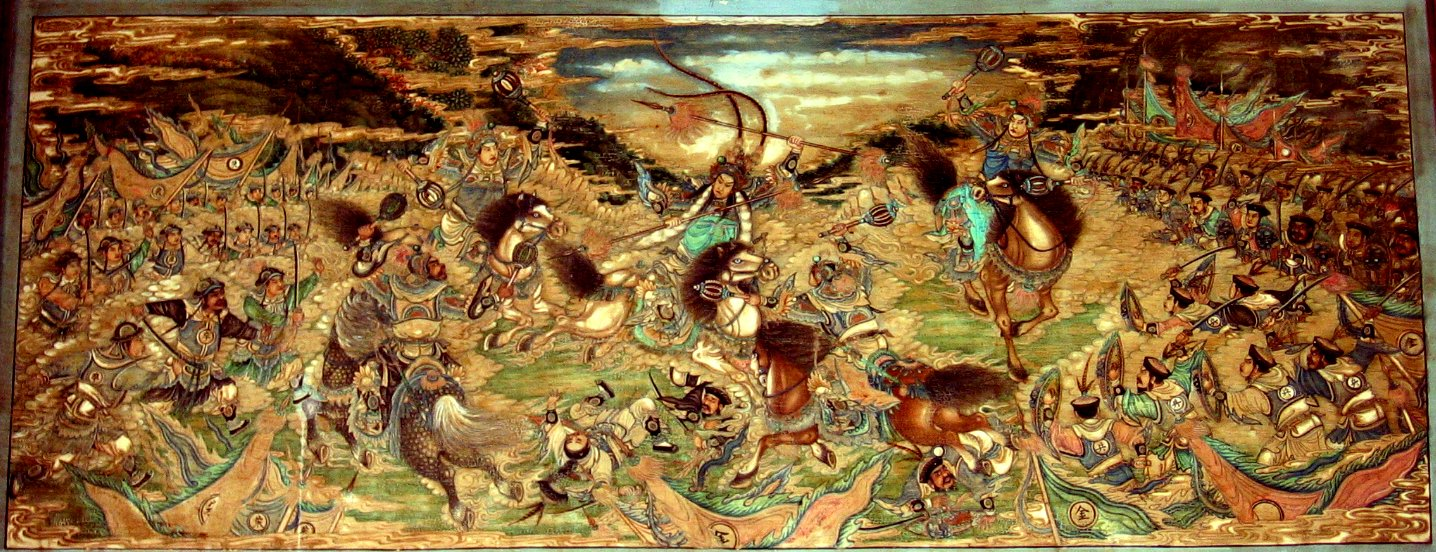
Batalla del Comtat Zhuxian

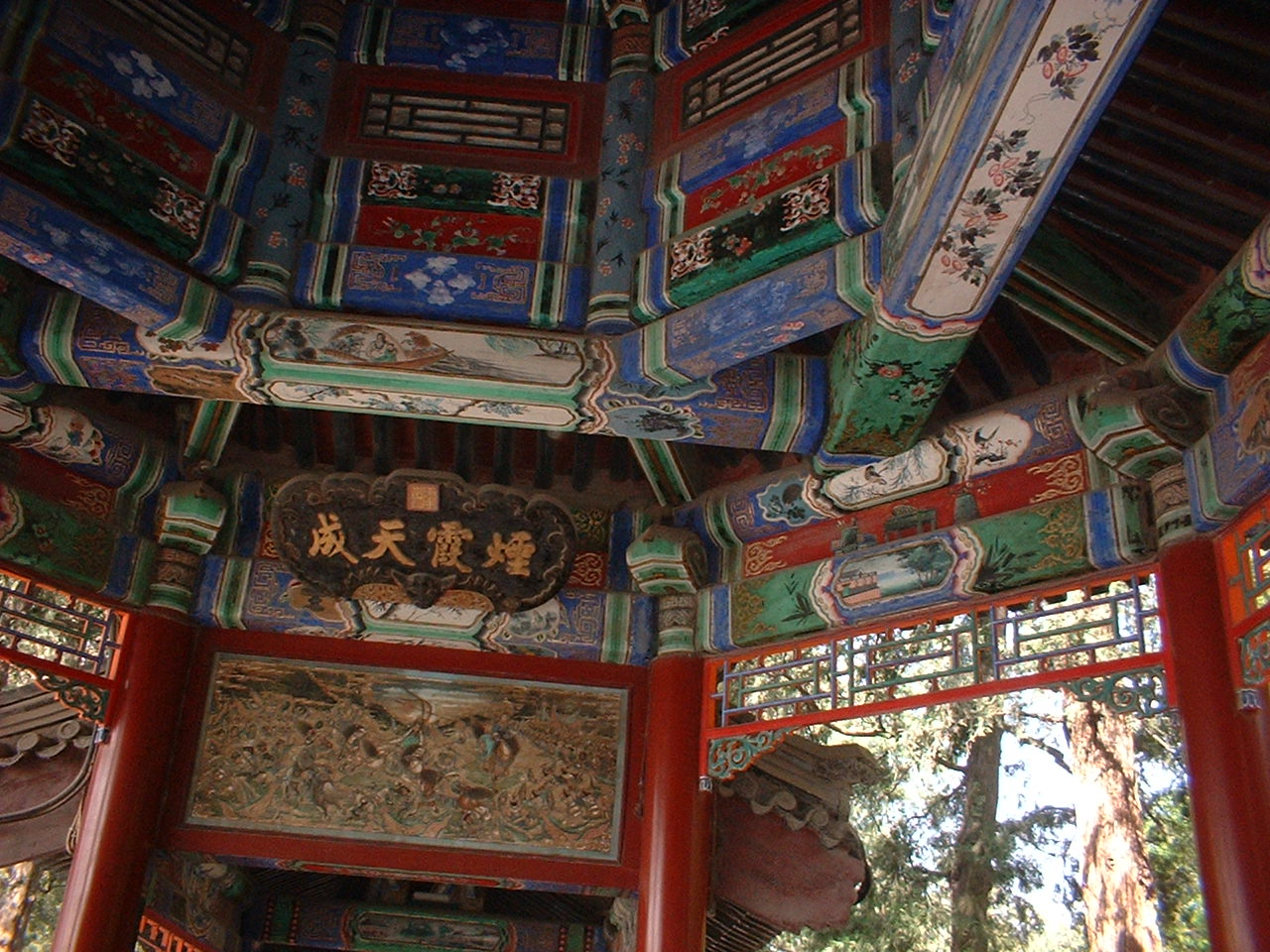
Vista general de la posició de la pintura sobre la Batalla del Comtat Zhuxian

Aquesta pintura mostra escenes d'una batalla decisiva en la guerra entre la dinastia Jin i la dinastia Song. Yue Fei, un general de la dinastia Song, es va distingir a la lluita contra una invasió de l'exèrcit Jin. A la batalla del Comtat Zhuxian, l'exèrcit Song va ser a punt de perdre, però el coratge d'un total de vuit generals va servir per convertir una gairebé derrota en una victòria decisiva.

### Yue Fei derrotant a Liang Gui amb una llança
Igual que en la batalla del Comtat Zhuxian, el tema d'aquesta pintura és una història sobre l'heroi Yue Fei de la Dinastia Song. Mostra a Yue Fei en plena baralla amb Liang Gui, fill d'una família acomodada, que volia subornar-li a través d'un examen militar. A la pintura, Yue Fei mata a Liang Gui clavant-li una llança en el cor, mentre que aquest cau del cavall.

### La mare de Yue Fei li tatúa en l'esquena "serveix al país lleialment"
La mare de Yue Fei li tatúa en l'esquena "serveix al país lleialment" (jin zhong bao guo)

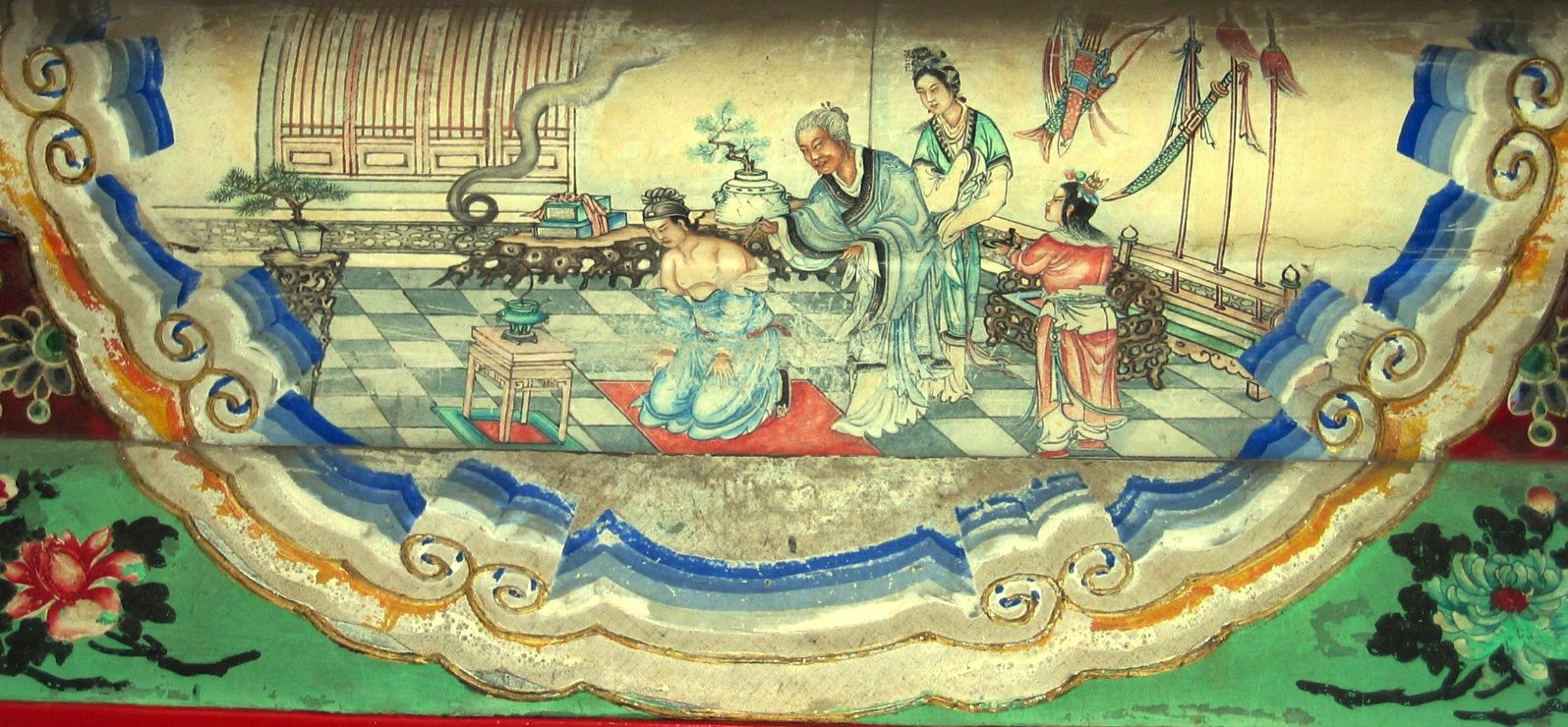
La mare de Yue Fei li tatúa en l'esquena "serveix al país lleialment"

Pintura a una de les llindes o bigues.

### Els set savis del bosc de bambú

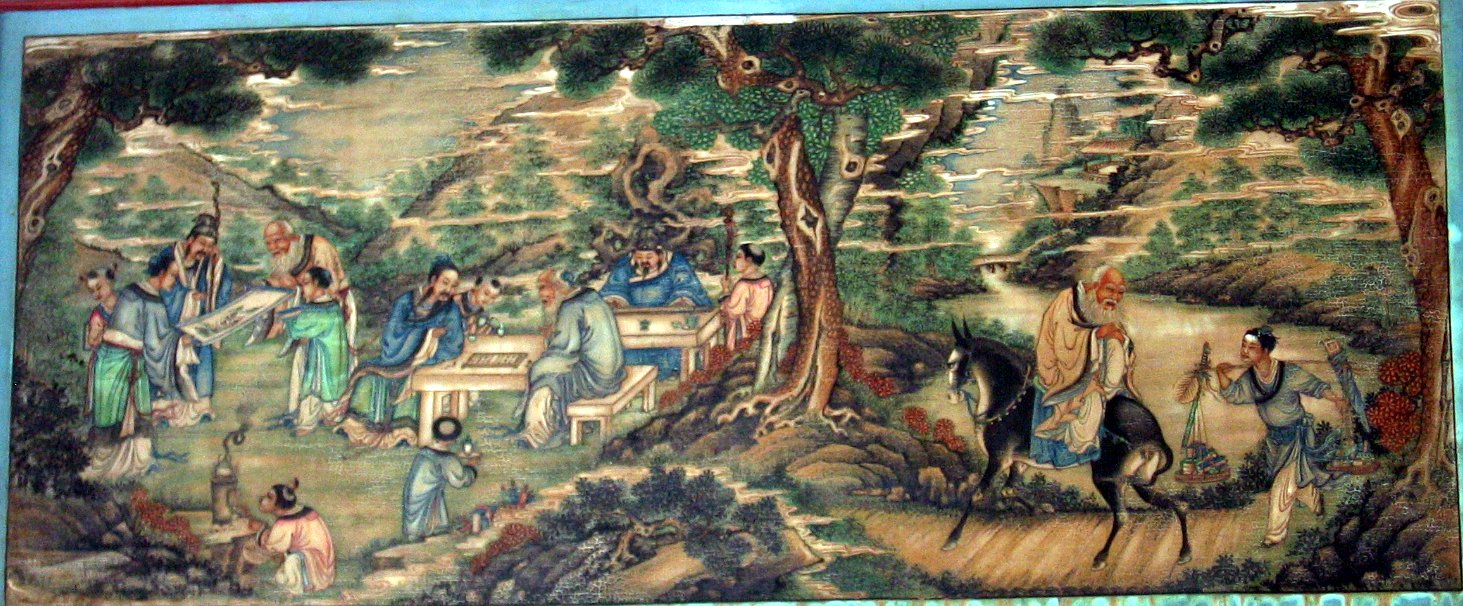
Els set savis del bosc de bambú

Aquesta pintura es troba en el costat occidental del Pavelló Qiu Shui. Mostra set literats apassionats del segle iii, coneguts com els Set Savis de l'Arbreda de Bambú. Aquests estudiosos, Ruan Ji, Xi Kang, Ruan Xian, Shan Tao, Xiang Xiu, Wang Rong i Liu Ling, tenien opinions polítiques progressistes, però no van poder fer realitat les seves ambicions. Com a reacció, es van negar a buscar la fama i la riquesa i es van dedicar a entretenir-se en un bosc de bambú dedicats a la poesia, el menjar, la música i els escacs.

### Baralla de Zhao Yun en Changban

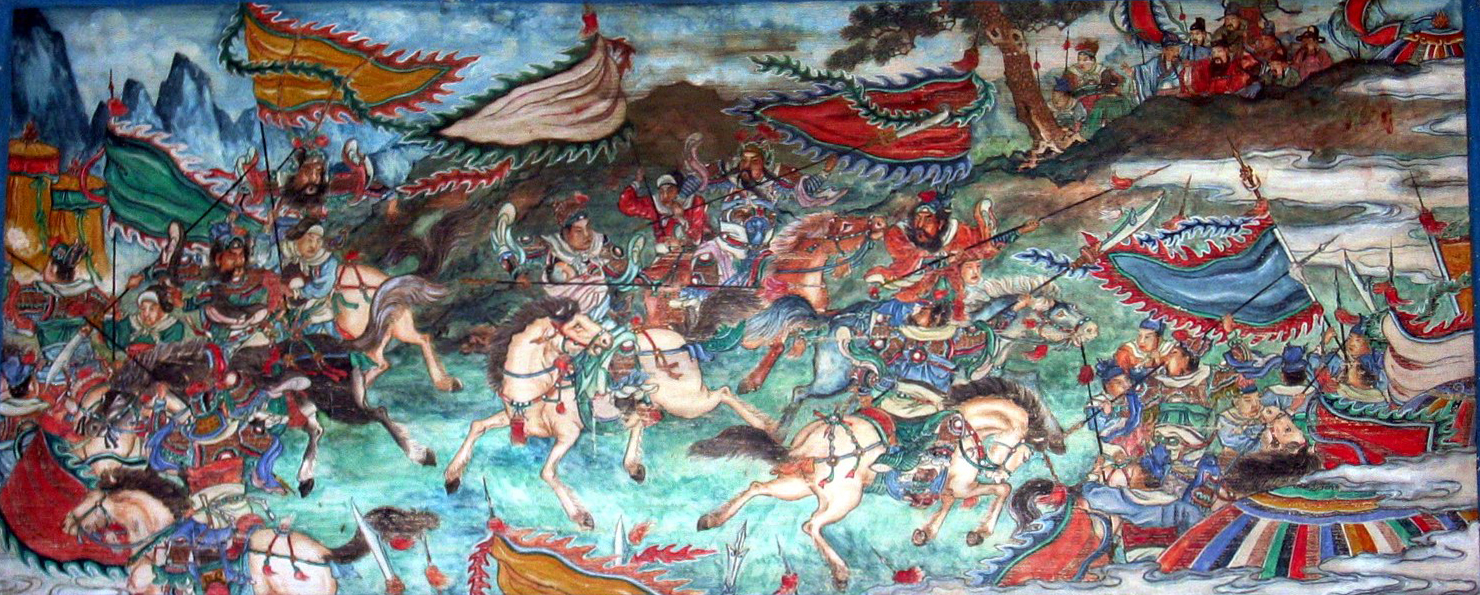
Baralla de Zhao Yun en Changban

Aquesta pintura mostra una altra escena de la batalla del Romanç dels Tres Regnes. A la batalla de Changban, el general Zhao Yun es trobava àmpliament superat en nombre per l'exèrcit enemic dirigit per Cao Cao, que havia enderrocat als membres de la reialesa de la dinastia Han i va fundar el Regne de Wei. A més, Zhao Yun havia de trobar a l'esposa de Liu Bei, el fundador del Regne de Shu, i al fill d'ella (Liu Shan). Quan els va trobar, l'esposa de Liu Bei es va suïcidar per no ser una càrrega per Zhao, qui llavors va ser a la batalla per a la protecció del nen. La pintura mostra a Zhao, vestit de blanc, envoltat de soldats enemics i sostenint al fill de Liu Bei. Al final, Zhao Yun va causar gran dany a l'enemic i va salvar al nen.

### Baralla de Lü Bu amb Liu Bei, Guan Yu i Zhang Fei
Aquesta pintura es troba en el costat occidental del Pavelló Qing Yao. El tema és la Batalla del pas de Hulao, una vegada més una batalla de la novel·la Romanç dels Tres Regnes. En un costat d'aquesta batalla estava Lü Bu, en aquest moment lleial al seu pare adoptiu Dong Zhuo, un tirà que havia guanyat el control sobre l'emperador de la dinastia Han posterior. A l'altre costat estaven "els tres germans jurats": Liu Bei, futur fundador del Regne de Shu, Guan Yu i Zhang Fei, dos dels seus principals generals i tots dos pareix dels Cinc Tigres Generals que apareixen més endavant a la novel·la. La pintura mostra a Zhang Fei amb rostre negre empunyant una llança, Guan Yu amb cara vermella i una «guan dao» i Liu Bei amb una espasa de doble tall.